# غرطر قصير الرأس
غرطر قصير الرأس (الاسم العلمي:Thamnophis brachystoma) (بالإنجليزية: short-headed garter snake)‏ هو نوع من الزواحف يتبع جنس الغرطر من فصيلة الأحناش.